# Middlefield (Nowy Jork)
Middlefield – miasto w Stanach Zjednoczonych, w stanie Nowy Jork, w hrabstwie Otsego.